# Яголдаєва тьма

Карта татарських князівств у складі Чернігово-Сіверських земель в першій половині XV ст., по Ст. Кучиньскому:
Яголдай
Курська тьма
Чернігівська тьма
інші Чернігово-Сіверські землі

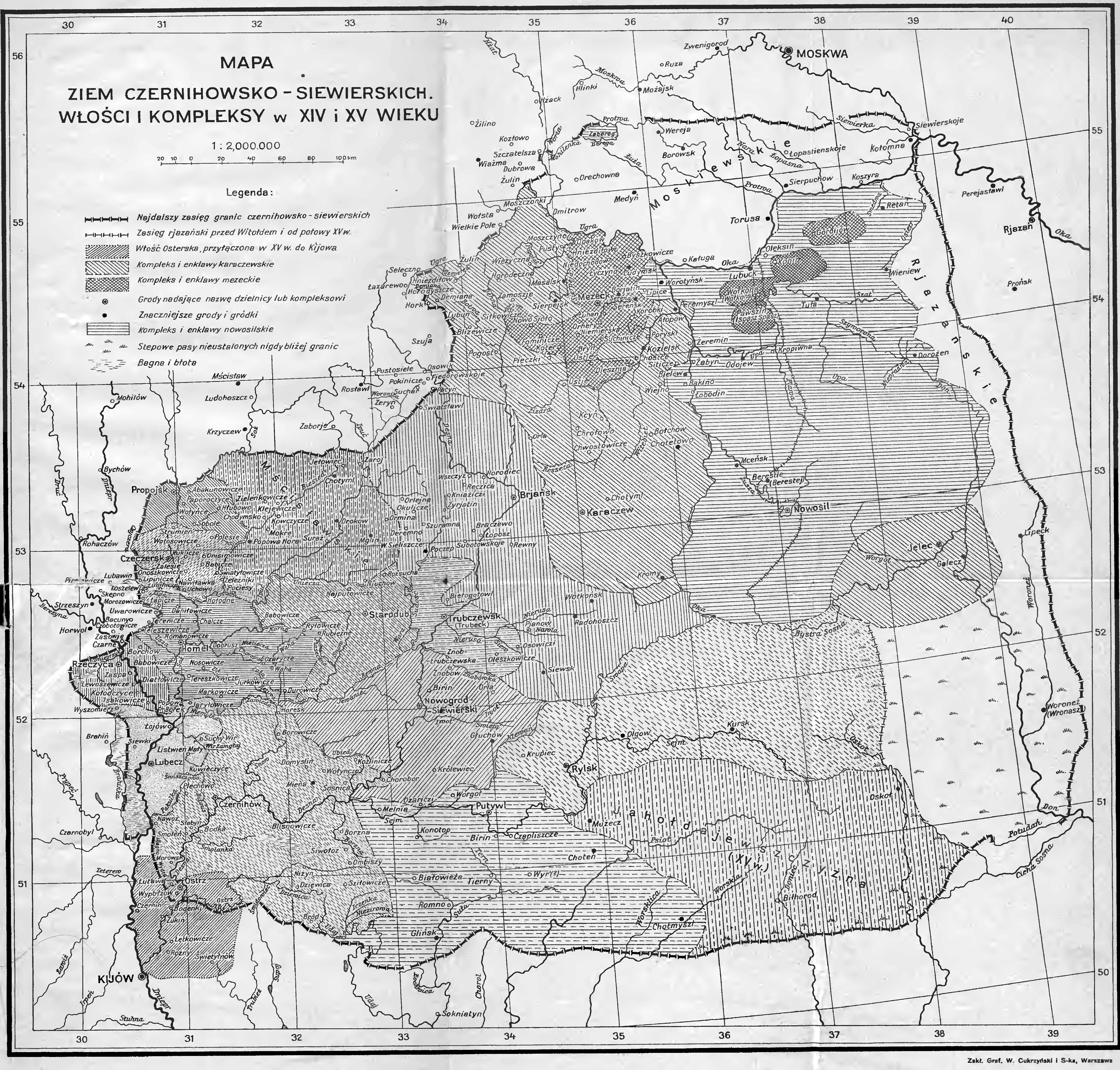
Мапа Чернігово-Сіверських земель у XV столітті.

Яголдаєва тьма або Яголдай, Яголдаївщина (вар. Яголтай, Ягалтай, Еголдай, Егалтай, Jahołdaj, Jagoldai, Jagalta, татарською Cağalday) — один з трьох татарських феодів, підвасальний Великому князівству Литовському на чолі із Яголдаєм Сарайовичем на території етнокультурних регіонів Сіверська земля та частини майбутньої Слобідської України.

## Історія
Цей татарський феод утворений між 1428 та 1438 роками на Лівобережній Україні. Усього феодів було три:
- тьма Сарайового сина Яголдая (сучасна територія Білгородської та частково Курської областей Росії).
- Курська тьма (сучасна територія Курської області в Росії).
- Чернігівська тьма (сучасна територія Сумської та частково Білгородської областей).

1500 року ці землі відійшли до складу Московської держави. Феод згадується у зв'язку з іменем Яголдая Сарайовича, князя ординського походження (можливо, тотожного беку Ягалтаю, котрий у 1340-50 роках перебував при дворі золотоординських ханів Джанібека та Бердібека).
Цей феод проіснував до 1497[джерело?] року, коли його було поділено між київськими боярами разом з іншими землями Путивльського повіту.

## Реконструкція за текстами
Територія Яголдайової тьми (тьми Яголдая Сарайовича) реконструюється на основі ханських ярликів, виданих литовським князям татарськими ханами (Тохтамиш, Хаджі-Ґерай, Нур-девлет, Менґлі-Ґерай). В ярлику Менґлі-Ґерая вказано: «Сараева сына Егалтаеву тму, Милолюбъ, зъ выходы и данми, и зъ Землями и водами; Мужечъ, Осколъ, Стародубъ и Брянескъ, со, всими ихъ выходы и данми и зъ землями и водами…».
Цей текст та згадка трьох міст поруч у Списку міст Свидригайла («Oskol, Milolubl, Muszecz cum multis distr») дає можливість припустити, що до складу Яголдайової тьми входили Мужеч (на Пслі, десь між суч. Суджею та Обоянню), Милолюбль (на Донці) й Оскіл (сучасн. Новий Оскіл). Проте, така локалізація іноді викликає сумніви через згадку в тексті Стародуба та Брянська.
Джерело XVII ст. («Розпис польським шляхам») вказує «Яголдайове городище» в районі Оскола: «а от Ливен же до Оскола, до Еголдаева городища через Муравскую дорогу и через речку Опоньки езду 2 дни. А от Еголдаева городища до Муравской дороги до верх Осколу езду верст с 40, а верховье осокольское у Муравской дороги».